# 烔炀镇
烔炀镇，是中华人民共和国安徽省合肥市巢湖市下辖的一个乡镇级行政单位。

## 行政区划
烔炀镇下辖以下地区：
烔炀社区、新桥社区、歧阳村、唐嘴村、巢湖村、朝阳村、烔西村、中李村、指南村、曙光村、太和村、三份村、固山村、合裕村、凤凰村、大程村和花集村。

## 名人
中国人民解放军高级将领——李克农（1899年9月15日－1962年2月9日），为烔炀镇中李村人。